# Troels Rasmussen
Troels Rasmussen (Ebeltoft, Dinamarca, 7 de abril de 1961) es un exfutbolista danés, se desempeñaba como guardameta. Fue el portero de la selección de fútbol de Dinamarca en los años 80, pero perdió la titularidad al entrar la década de los 90 ante Peter Schmeichel.

## Clubes
| Club      | País      | Año         | Partidos | Goles |
| Vejle BK  | Dinamarca | 1980 - 1981 | 13       | 0     |
| Aarhus GF | Dinamarca | 1982 - 1994 | 333      | 3     |

- Datos: Q222206